# Citadelcross
De Citadelcross is een veldrijwedstrijd die sinds 2009 wordt georganiseerd in de Belgische stad Namen, op de hellingen rond de citadel. De cross maakte vroeger deel uit van de GvA Trofee Veldrijden. Vanaf het seizoen 2011-2012 kreeg hij het statuut van een Wereldbekerwedstrijd. In 2022 werd hier het Europees kampioenschap veldrijden gereden.
De wedstrijd is vergelijkbaar met een mountainbikeparcours en wordt beschouwd als een van de zwaarste omlopen in het veldritseizoen.

## Erelijst

### Mannen elite

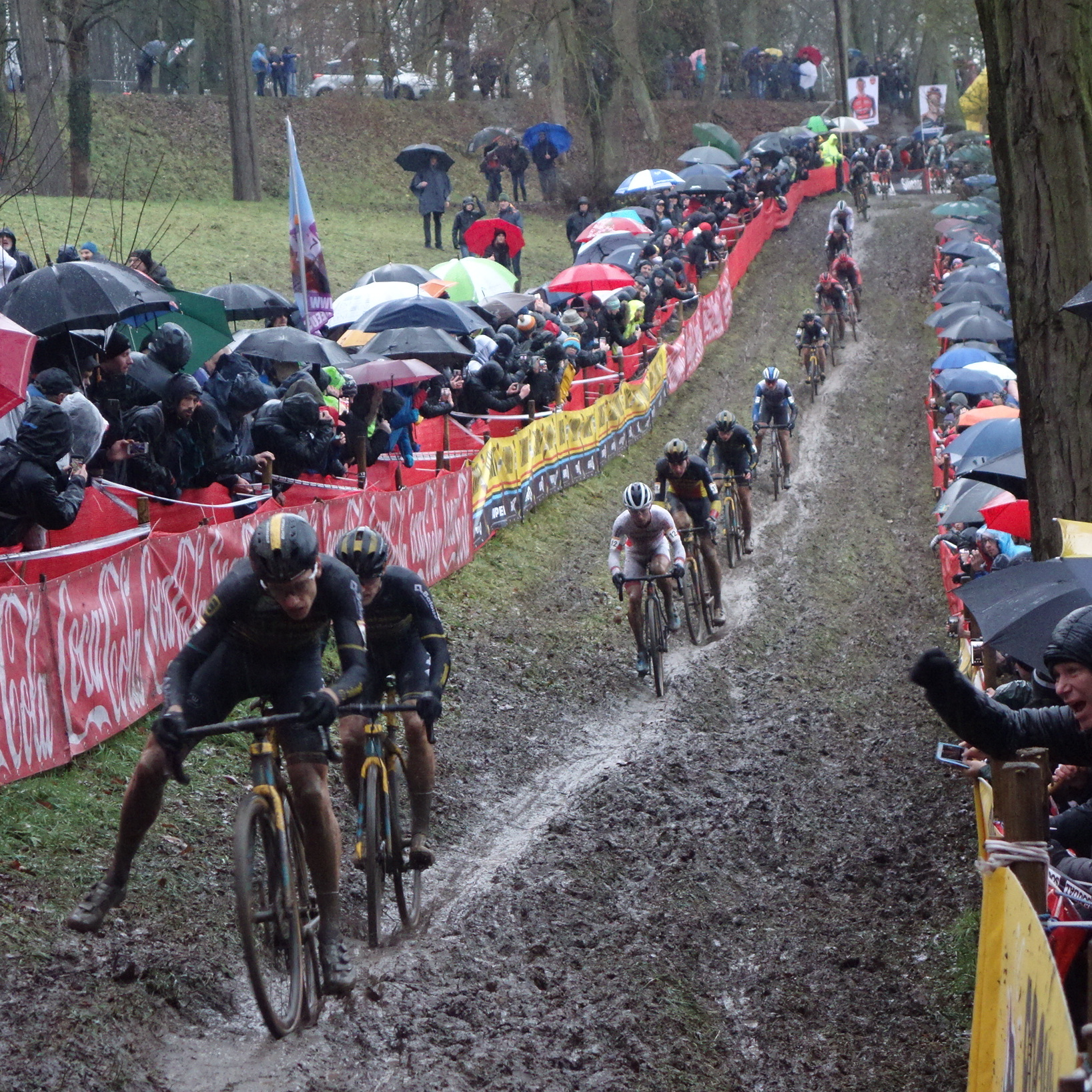
De schuine kant op de Citadel van Namen.

| Datum      | Klassement                   | Cat. | Winnaar                | Tweede            | Derde                |
| ---------- | ---------------------------- | ---- | ---------------------- | ----------------- | -------------------- |
| 15/12/2024 | Wereldbeker                  | CDM  | Michael Vanthourenhout | Toon Aerts        | Emiel Verstrynge     |
| 17/12/2023 | Wereldbeker                  | CDM  | Tom Pidcock            | Pim Ronhaar       | Joris Nieuwenhuis    |
| 6/11/2022  | Europese kampioenschappen    | CC   | Michael Vanthourenhout | Lars van der Haar | Laurens Sweeck       |
| 19/12/2021 | Wereldbeker                  | CDM  | Michael Vanthourenhout | Tom Pidcock       | Toon Aerts           |
| 20/12/2020 | Wereldbeker                  | CDM  | Mathieu van der Poel   | Wout van Aert     | Tom Pidcock          |
| 22/12/2019 | Wereldbeker                  | CDM  | Mathieu van der Poel   | Toon Aerts        | Corne van Kessel     |
| 23/12/2018 | Wereldbeker/ Soudal Classics | CDM  | Mathieu van der Poel   | Wout van Aert     | Toon Aerts           |
| 17/12/2017 | Wereldbeker                  | CDM  | Wout van Aert          | Toon Aerts        | Mathieu van der Poel |
| 18/12/2016 | Wereldbeker                  | CDM  | Mathieu van der Poel   | Wout van Aert     | Kevin Pauwels        |
| 20/12/2015 | Wereldbeker/ Soudal Classics | CDM  | Mathieu van der Poel   | Wout van Aert     | Lars van der Haar    |
| 21/12/2014 | Wereldbeker/ Soudal Classics | CDM  | Kevin Pauwels          | Lars van der Haar | Philipp Walsleben    |
| 22/12/2013 | Wereldbeker/ Soudal Classics | CDM  | Francis Mourey         | Klaas Vantornout  | Niels Albert         |
| 23/12/2012 | Wereldbeker/ Soudal Classics | CDM  | Kevin Pauwels          | Sven Nys          | Niels Albert         |
| 18/12/2011 | Wereldbeker                  | CDM  | Sven Nys               | Niels Albert      | Klaas Vantornout     |
| 03/10/2010 | GvA Trofee                   | C2   | Zdeněk Štybar          | Klaas Vantornout  | Kevin Pauwels        |
| 10/10/2009 | GvA Trofee                   | C2   | Niels Albert           | Sven Nys          | Zdeněk Štybar        |

### Vrouwen elite

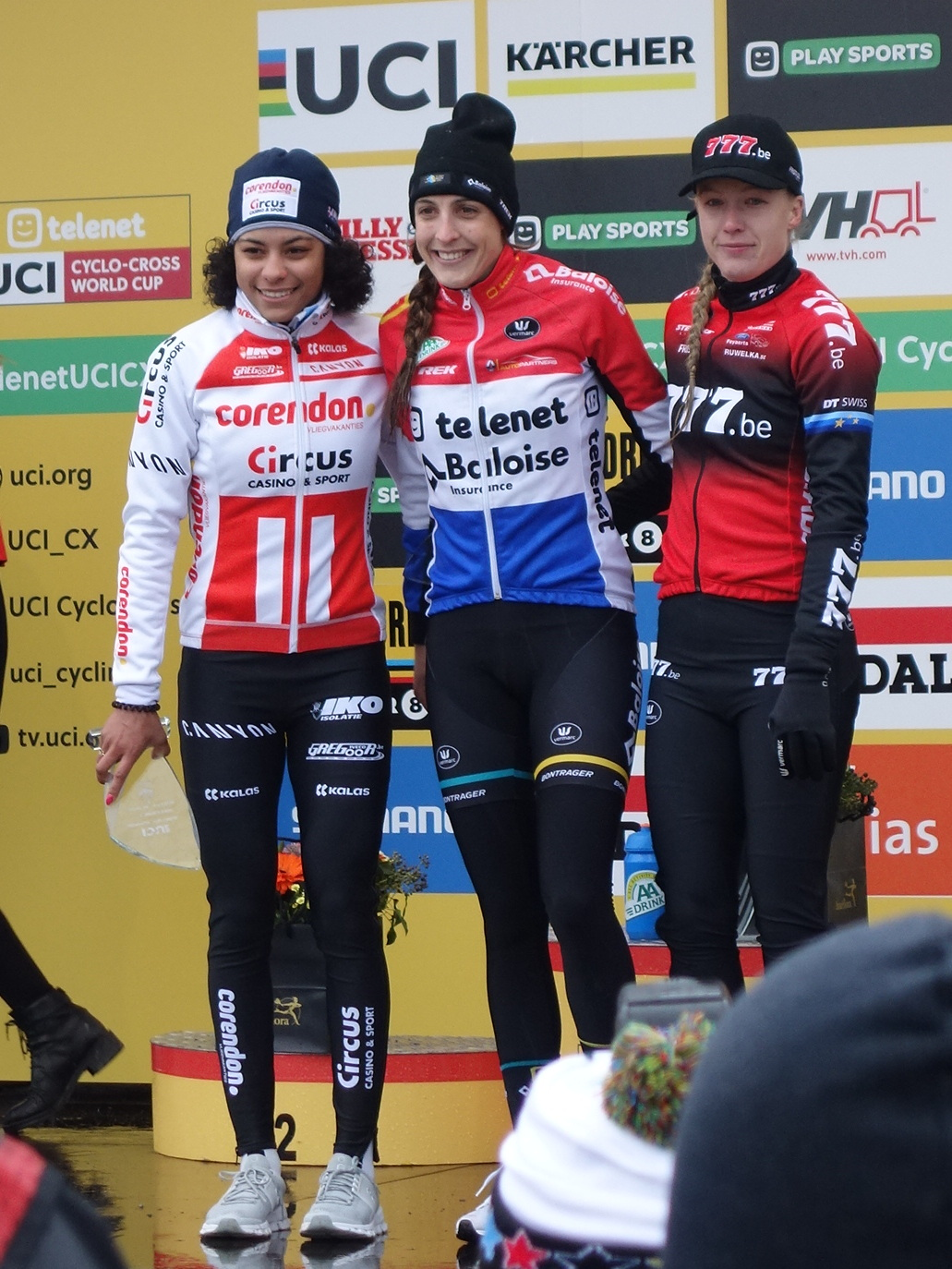
Lucinda Brand op het podium in 2019.

| Datum      | Klassement                   | Cat. | Winnaar                    | Tweede                     | Derde             |
| ---------- | ---------------------------- | ---- | -------------------------- | -------------------------- | ----------------- |
| 15/12/2024 | Wereldbeker                  | CDM  | Ceylin del Carmen Alvarado | Lucinda Brand              | Puck Pieterse     |
| 17/12/2023 | Wereldbeker                  | CDM  | Ceylin del Carmen Alvarado | Puck Pieterse              | Lucinda Brand     |
| 5/11/2022  | Europese kampioenschappen    | CC   | Fem van Empel              | Ceylin del Carmen Alvarado | Kata Blanka Vas   |
| 19/12/2021 | Wereldbeker                  | CDM  | Lucinda Brand              | Denise Betsema             | Puck Pieterse     |
| 20/12/2020 | Wereldbeker                  | CDM  | Lucinda Brand              | Clara Honsinger            | Denise Betsema    |
| 22/12/2019 | Wereldbeker                  | CDM  | Lucinda Brand              | Ceylin del Carmen Alvarado | Annemarie Worst   |
| 23/12/2018 | Wereldbeker/ Soudal Classics | CDM  | Lucinda Brand              | Marianne Vos               | Annemarie Worst   |
| 17/12/2017 | Wereldbeker                  | CDM  | Evie Richards              | Nikki Brammeier            | Eva Lechner       |
| 18/12/2016 | Wereldbeker                  | CDM  | Kateřina Nash              | Eva Lechner                | Sophie de Boer    |
| 20/12/2015 | Wereldbeker/ Soudal Classics | CDM  | Nikki Harris               | Caroline Mani              | Eva Lechner       |
| 21/12/2014 | Wereldbeker/ Soudal Classics | CDM  | Kateřina Nash              | Marianne Vos               | Katherine Compton |
| 22/12/2013 | Wereldbeker/ Soudal Classics | CDM  | Katherine Compton          | Marianne Vos               | Nikki Harris      |
| 23/12/2012 | Wereldbeker/ Soudal Classics | CDM  | Katherine Compton          | Kateřina Nash              | Marianne Vos      |
| 18/12/2011 | Wereldbeker                  | CDM  | Marianne Vos               | Lucie Chainel-Lefevre      | Katherine Compton |
| 03/10/2010 | GvA Trofee                   | C2   | Sanne van Paassen          | Daphny van den Brand       | Sanne Cant        |
| 10/10/2009 | GvA Trofee                   | C2   | Daphny van den Brand       | Pavla Havlíková            | Helen Wyman       |

2009 · 2010 · 2011 · 2012 · 2013 · 2014 · 2015 · 2016 · 2017 · 2018 · 2019 · 2020 · 2021 · 2022 (EK) · 2023 · 2024
Voormalig

 Grote Prijs Neerpelt (2009-2019) ·  Jaarmarktcross Niel (2009-2017, 2019) ·  Waaslandcross, Sint-Niklaas (2015-2019) ·  Cyclocross Leuven (2011-2020) ·  Cyclocross Masters, Waregem (2015-2020) ·  Citadelcross Namen (2011-2015, 2018) ·  GP van Hasselt (2015-2018) ·  Scheldecross Antwerpen (2010-2014) ·  Cyclocross Tervuren (2011)